# أنطونيو جينوفيزي

أنطونيو جينوفيزي

أنطونيو جينوفيزي (1 نوفمبر/ تشرين الثاني 1713 - 22 سبتمبر/ أيلول 1769) كاتب إيطالي في الفلسفة و الاقتصاد السياسي.

## روابط خارجية
- أنطونيو جينوفيزي على موقع الموسوعة البريطانية (الإنجليزية)
- أنطونيو جينوفيزي على موقع إن إن دي بي (الإنجليزية)